# 柿子镇
柿子镇，是中华人民共和国云南省昭通市盐津县下辖的一个镇。
2011年12月26日，云南省人民政府批复同意撤销柿子乡，设立柿子镇。

## 行政区划
柿子镇下辖以下地区：
白水社区、柿子村、太坪村、三河村、水银村、水坪村、岔河村、中坪村和新生村。